# Cotiporã
Cotiporã é um município do estado do Rio Grande do Sul, no Brasil. É denominada "a jóia da Serra Gaúcha", devido à beleza de suas joias, fabricadas em diferentes fábricas da cidade. É também conhecida como a cidade dos esportes radicais, sendo um dos mais difundidos o rafting, no rio Carreiro. Sua população estimada é de 3.824 pessoas (IBGE/2021).

## História
Por volta de 1887, as primeiras famílias de imigrantes italianos penetraram em suas matas virgens, outrora, habitadas por índios tupis-guaranis, formando-se o núcleo urbano que recebeu o nome de Monte Vêneto, no território da Colônia Alfredo Chaves, em homenagem à região do Vêneto, Itália, de onde eram procedentes. Sua ocupação populacional deveu-se, além dos imigrantes italianos (Vicentinos, Trevisanos e Beluneses) que foram sua maioria, também por famílias polonesas e, em menor escala, de famílias alemãs.
O Distrito foi criado com a denominação de Monte Vêneto por Ato Municipal de 18 de outubro de 1899, subordinado ao município de Alfredo Chaves. Pelo Decreto Estadual nº 7.842, de 30 de junho de 1939, a denominação Monte Vêneto é alterada para Cotiporã. Pela Lei Municipal nº 260, de 10 de dezembro de 1955, a denominação de Cotiporã é alterada novamente para Monte Vêneto. O nome Cotiporã, origina-se do tupi-guarani "coti", que significa canto, lado, aposento e de "porã", bonito. Seu significado, portanto, é "lugar bonito", "região bonita" ou "moradia bonita", justificado pelas suas belezas naturais.
Elevado à categoria de município com o nome de Cotiporã pela Lei Estadual nº 7.652, de 12 de maio de 1982, desmembrado de Veranópolis. Pela Lei Municipal nº 59, de 20 de agosto de 1984, é criado o distrito de Lageado Bonito (ex-povoado) e anexado ao município de Cotiporã.

## Geografia
O município pertence à Mesorregião do Nordeste Rio-Grandense e à Microrregião de Caxias do Sul estando localizado a uma latitude 28°59'40" sul e a uma longitude 51°41'45" oeste, com altitude de 609 metros. Possui uma área de 172,375 km² e dista 155 km da capital do estado, Porto Alegre. Faz divisa com os municípios de Fagundes Varela ao norte, Veranópolis a nordeste, Bento Gonçalves a sudeste, Santa Tereza e Monte Belo do Sul a sul, São Valentim do Sul a sudoeste e Dois Lajeados a oeste.

## Cidades-irmãs
- Rovolon, Pádua, Itália [8]